# Geilenkirchen
Geilenkirchen (pronunciación en alemán: /ˈɡaɪ̯lənˌkɪʁçn̩/ⓘ) es una ciudad de mediano tamaño en el distrito de Heinsberg del estado federal de Renania del Norte-Westfalia (Alemania).

## Historia

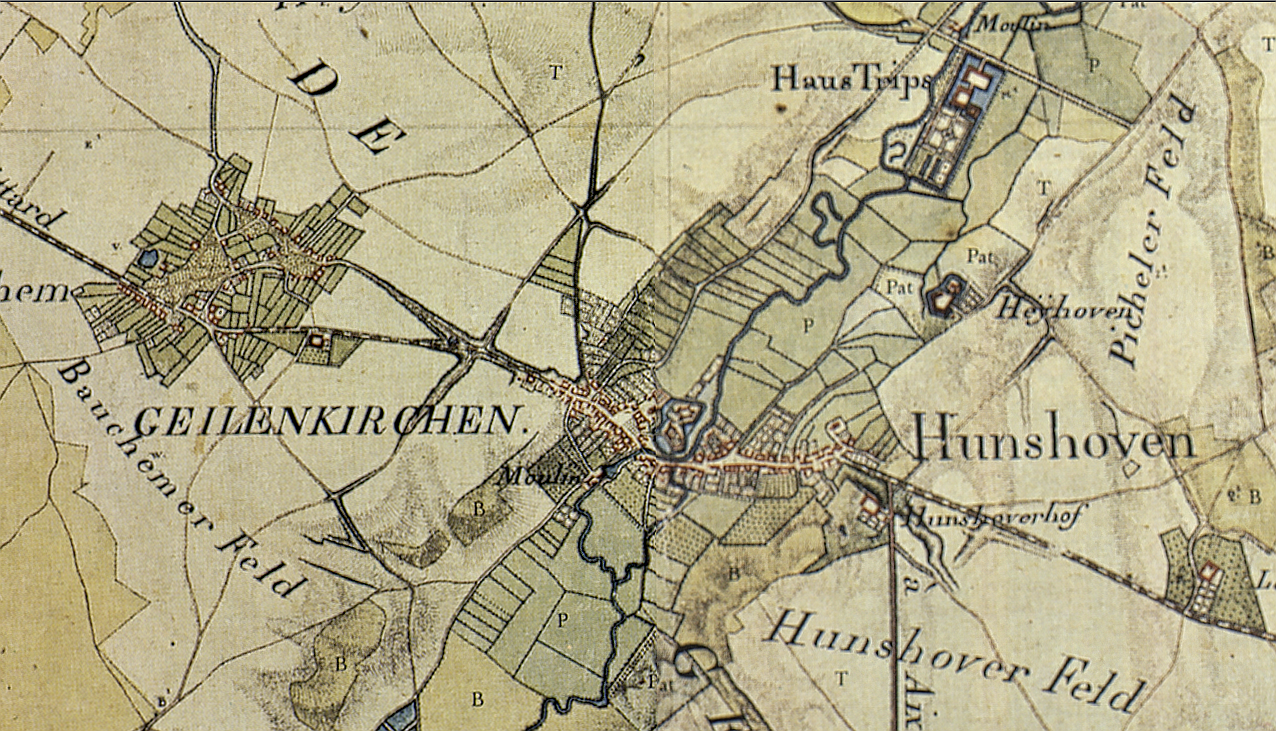
Geilenkirchen en 1800
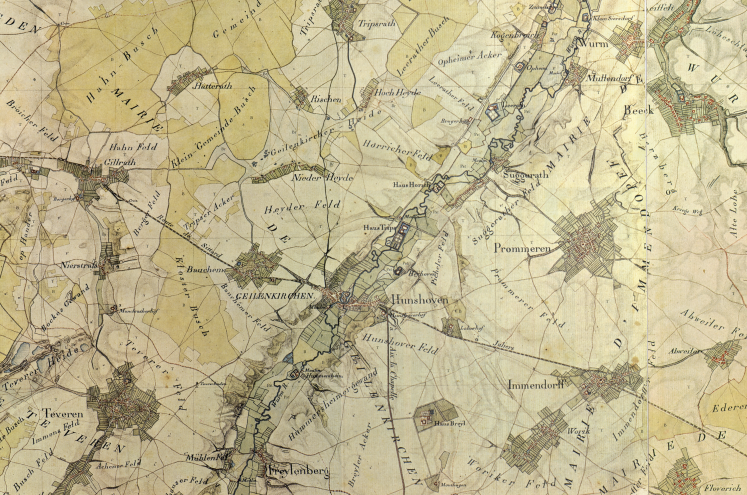
Geilenkirchen y Alrededores en 1800
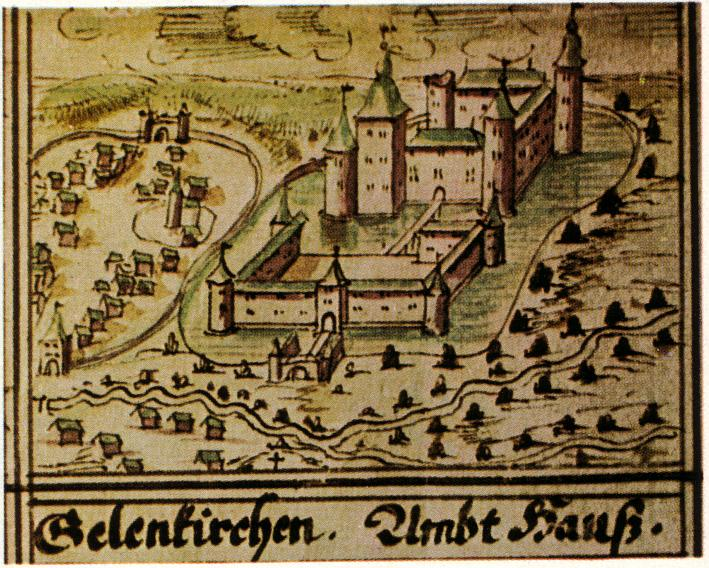
Ciudad de Geilenkirchen
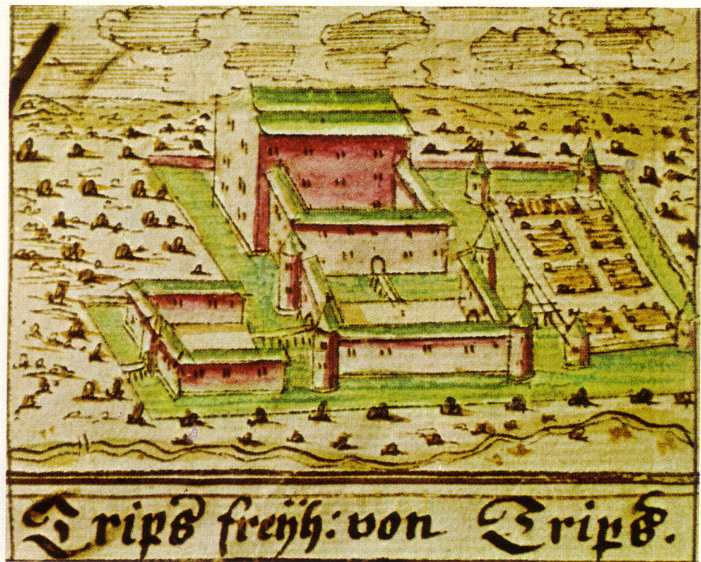
Castillo (Geilenkirchen)

## Base OTAN

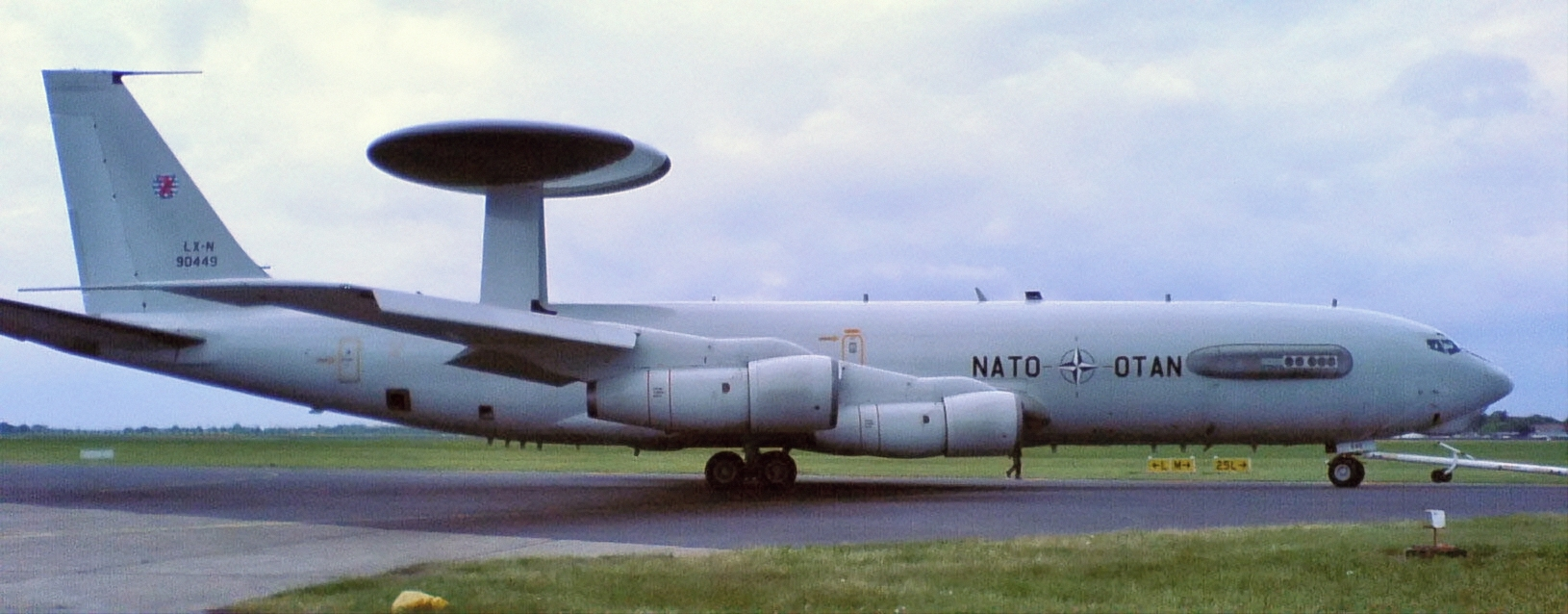
E-3A de la OTAN

La ciudad da nombre a la cercana base aérea de la OTAN. La base de Geilenkirchen-Teveren es desde 1982 el hogar de 17 aviones E-3A equipados con sistemas de alerta temprana y control aerotransportado, también conocidos por AWACS, gestionados por tripulaciones provenientes de 14 naciones.
Con cerca de 2.400 puestos de trabajo (unos 850 civiles) y una contribución económica en torno a los 400 millones de euros, esta base aérea de la OTAN es un importante factor para la prosperidad de toda la región.

### Historia de la Base
La Real Fuerza Aérea Británica construyó e instaló en 1953 el campo de aviación que utilizó hasta 1968. De la instalación se hizo cargo la fuerza aérea alemana y ubicó los misiles Pershing-1A de corto alcance hasta que en 1980 sacó el escuadrón de misiles y dio paso a la OTAN en 1982.